# Memoro

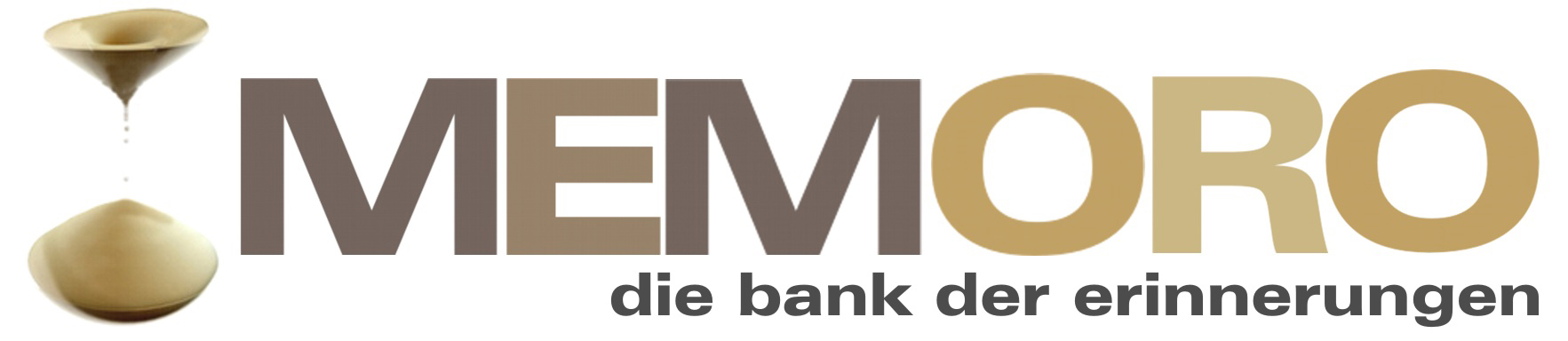
Memoro – Die Bank der Erinnerungen

Memoro – Die Bank der Erinnerungen (ital. Memoro – la banca della memoria) ist ein nicht gewinnorientiertes Projekt mit Sitz in Turin in Italien. Es widmet sich dem Aufbau und der Pflege eines interaktiven Zeitzeugenarchivs der Oral History im Internet. Die 2007 gegründete Organisation hat das Ziel, den Erfahrungsschatz älterer Menschen an Jüngere weiterzugeben. Memoro bedeutet auf Esperanto: „Erinnerung“
Memoro ist in 16 Ländern online. Auf der Internetseite von Memoro erzählen Menschen im Alter von über 60 Jahren in kurzen Video- und Audioclips, wie sie die Kriegs- und Nachkriegszeit erlebten, von gesellschaftlichen und politischen Ereignissen, aber auch von ganz persönlichen Dingen. Auf diese Weise soll die Erinnerung an die Geschichte, an Traditionen und Lebensweisheiten von damals lebendig gehalten werden und für kommende Generationen weltweit kostenfrei zur Verfügung stehen. Es sind 12.000 Clips online, davon 1200 in deutscher Sprache.
Der deutsche Ableger wurde 2009 gegründet. Es ist ein gemeinnütziger eingetragener Verein in München, aktuell seit Oktober 2024 in Liquidation.

## Arbeitsweise
Die Audio- und Videoclips werden von Vereinsmitgliedern und ehrenamtlichen Erinnerungssammlern aufgenommen, hochgeladen und anschließend nach inhaltlicher Prüfung freigeschaltet. Die Einordnung erfolgt durch eine Kategorisierung und Verschlagwortung. Jeder registrierte Nutzer hat die Möglichkeit eigene Aufnahmen hochzuladen, die nach inhaltlicher Prüfung freigeschaltet werden. Weiterhin lassen sich eigene Themen erstellen, indem neue Clips der Anwender mit schon existierenden thematisch zusammengefasst und durch Fotos ergänzt werden können.

## Finanzierung
Memoro entwickelt sich hauptsächlich über das persönliche Engagement der italienischen Gründer und der Mitarbeiter in den jeweiligen Ländern. Der deutsche Verein finanziert sich durch Spenden und durch Projekte mit Unternehmen, Verbänden, Verwaltungen und den Institutionen der EU.

## Aussenwahrnehmung (Auswahl)
Spiegel Online berichtet über das frisch gegründete Projekt in Italien. Vier junge Italiener lassen alte Menschen von früher erzählen, filmen die Geschichten und stellen die Clips ins Web. So entsteht in Turin eine umfassende Sammlung über den italienischen Alltag von einst. Die Frankfurter Rundschau berichtet über die Bank der Erinnerungen. Vier italienische Studenten erfanden ein „Zeitzeugen-YouTube“ – jetzt gibt es eine deutsche Version. Der Lehrstuhl für Pädagogik mit dem Schwerpunkt Erwachsenen- und Weiterbildung im Projekt: Netzwerk Politische Bildung Bayern der Universität Augsburg führt ein Interview mit dem Gründer des deutschen Ablegers. MEMORO – Die Bank der Erinnerungen e.V. Ein Gespräch mit Nikolai Schulz.

Die Süddeutsche Zeitung berichtet über die Bank der Erinnerungen. Der Deutschlandfunk berichtet mehrfach über das Projekt Memoro. Lebenszeit: Vom Fotoalbum zum Chip – Wie sich unsere Erinnerungskultur verändert. Das Wochenendjournal: Biographien, Stammbäume, Erinnerungen – Die Sehnsucht nach der eigenen Geschichte. Die Hörzu berichtet über den Verein: „Der erste Kuss oder letzte Weisheit: Die Internetseite Memoro sammelt Lebensanekdoten von Senioren. Jeder kann mitmachen und Perlen finden.“ Memoro war 2014/2015 Stipendiat bei startsocial. Bayerisches Fernsehen berichtet am 5. Mai 2015 über das Projekt in der Sendung Wir in Bayern. Die Welt berichtet am 2. Juli 2017 über das Projekt. Brand eins berichtet in der Dezemberausgabe 2019 über das Projekt. Deutsche Stiftung für Engagement und Ehrenamt fördert die Erneuerung der Hard- und Software im Dezember 2020.

## Initiativen und Projekte (Auswahl)

### EU-Projekt „HIS-Story“ – Lifelong Learning Programme
Im Rahmen des „Europäischen Jahres des aktiven Alterns und der Solidarität zwischen den Generationen 2012“ konnte ein zweijähriges Grundtvig Lifelong Learning Projekt gewonnen werden mit dem Titel HIS-Story: History, ICT and Seniors (2012–2014). Senioren werden in Workshops in den fünf Partnerländern an das Internet und an Interviewtechniken herangeführt.
Siehe auch Nikolai Frederik Severin Grundtvig: Sein pädagogisches Konzept war das lebendige Wort zwischen Lehrer und Schüler. In Grundtvig-Schulen gibt es keine Noten. Nicht die Lehrer dozieren einen Stoff, sondern sie lernen selbst durch die Fragen der Schüler. All das unter dem Gesichtspunkt der Aufklärung. Grundtvig wollte die Schule des Lebens, lebenslanges Lernen für alle Beteiligten. Die Theorie der Grundtvig-Schule ist in keinem kompakten Kanon niedergeschrieben. Vielmehr wird sie in erster Linie mündlich und vor allem durch die Praxis überliefert. Heute ist Grundtvig der Namensgeber eines gleichnamigen EU-Programms, das sich unter dem Sokrates-Programm der Idee des Lebenslangen Lernens widmet. Die Grundtvig-Programme bemühen sich um die Entstehung europäischer Zusammenarbeit auf dem Gebiet der Erwachsenenbildung.

### Die Kanäle der Erinnerung
Die Kanäle der Erinnerung ist ein Projekt, welches von Memoro – Die Bank der Erinnerungen auf Antrag der Stiftung der Städtischen Museen von Venedig (Fondazione Musei Civici Venezia) realisiert wurde. Im Einvernehmen mit der Stiftung wurde eine eigene Website erstellt, auf welcher die Bewohner der Lagune von ihren Lebenserfahrungen und dem Wandel der Stadt berichten. Die Idee ist, eine andere Perspektive auf die Stadt anzubieten: ein virtueller Ort, in dem Audio- und Videobeiträge, sowie Fotografien, gesammelt, kategorisiert, verschlagwortet und zur Verfügung
gestellt werden. Die verschiedenen Aspekte der Stadt sind durch thematische Schwerpunkte dargestellt. So ist es möglich, die Verschachtelung bzw. die Mäandrierung der Stadtgeschichten und die Toponomastik (Ortsnamenkunde, Ortsnamenforschung) zu entdecken. Mit Hilfe ausgewählter Ortsnamen und anhand von Zitaten wird ein Spiegel des venezianischen Labyrinths geboten.
Beteiligt am Projekt:
- Das Haus des Kinos/La Casa del Cinema
- Wachstum der Zivilisationen/Incroci di Civilta
- IVSER/Istituto Veneziano per la Storia della Resistenza e della Societa' Contemporanea
- Der Wettbewerb Pasinetti/Video Concorso F. Pasinetti
- Das Jüdische Studienzentrum/Centro Veneziano di Studi Ebraici Internazionali
- Das Projekt „Canali di Memoria“.[17]

### Dokumentationsprojekt Giesinger Geschichten
Das Dokumentationsprojekt „Giesinger Geschichten“ erstellt aus Interviews mit Giesinger Seniorinnen und Senioren ein Online-Archiv zu Giesinger Stadtteilthemen. U.a. zu den Themenkomplexen Tela (Tegernseer Landstr.), Stadtteilgeschichte, Grünwalder Stadion, Kunst & Kultur, Werner Schlierf, Amis in Giesing, JVA Stadelheim, Agfa, 3. Reich & Zwangsarbeiter berichten Zeitzeugen ihre Erlebnisse. Gefördert mit Mitteln der Städtebauförderung im Bund-Länder-Programm „Stadtteile mit besonderem Entwicklungsbedarf - Soziale Stadt“ und mit Mitteln der Landeshauptstadt München.

### Lebendige Bibliothek – das Leben schreibt die besten Geschichten
Menschen über 60 Jahren, die in den Häusern für selbständiges Wohnen der Münchenstift GmbH wohnen, teilen in kurzen Video-Clips ihre Geschichten, Erinnerungen und ihren Erfahrungsschatz mit anderen. Sie erzählen von gesellschaftlichen und politischen Ereignissen, aber auch Erinnerungen an persönliche Erlebnisse, die auch mit Bibliotheken und Büchern zusammenhängen können.
MEMORO - die Bank der Erinnerung e.V. hat aus Anlass der Aktionswochen „Älter werden - neugierig bleiben“ seine Videosammlung ergänzt. MEMORO hält die Geschichte, Traditionen und Lebensweisheiten von damals lebendig, bewahrt sie für kommende Generationen und stellt sie bereit. Der Verein pflegt ein Zeitzeugenarchiv der Oral History im Internet.
Die Münchner Stadtbibliothek verbindet den Verein mit Bewohnerinnen und Bewohnern der Münchenstift GmbH im digitalen wie im analogen Raum vom 20.09. – 07.10.2021. Sie stellt ihre Erinnerungen während der Aktionswoche auch auf ihrem YouTube-Kanal bereit und macht sie auf Social Media und in ihren Häusern bekannt. Außerdem lässt sie Zeitzeugen bei einer Veranstaltung in der Stadtbibliothek Neuhausen zu Wort kommen.

### Budnianer Hilfe e.V.
Mit der Kinderstiftung Budnianer Hilfe e.V. der Drogeriekette Budnikowsky aus Hamburg führten wir im Januar 2022 ein Projekt in Hamburg-Wandsbek durch, bei dem ehemalige Mitarbeiter zu Wort kamen. Es war geplant, dass einige der Interviews unter Beteiligung von Kindern durchgeführt werden sollten. Allerdings kam uns die damalige SARS-CoV-2-Variante Omikron dazwischen, sodass wir uns auf die Senioren konzentrierten.

## Auszeichnungen
- 2016: „HelferHerzen – Der dm-Preis für Engagement“ der Drogeriemarktkette dm.[23]
- 2016: „Goldener Internetpreis Digital aktiv im Alter 2016“ Sonderpreis „Jung und Alt – gemeinsam online“ der Bundesarbeitsgemeinschaft der Senioren-Organisationen BAGSO.[24]